# قائمة المساجد في السعودية
هذه قائمة بالمساجد في المملكة العربية السعودية.
| الاسم                   | صورة | الموقع           | السنة | ملاحظات |
| ----------------------- | ---- | ---------------- | ----- | --- |
| المسجد الحرام           |      | مكة              |       | - أكبر مسجد في العالم، وهو يحيط بأقدس مكان في الإسلام، الكعبة المشرفة. أحد أركان الإسلام الخمسة أن يقوم كل مسلم بأداء فريضة الحج هنا، مرة واحدة على الأقل في حياته إن أمكن ذلك. تحول إلى مسجد عام 630. - تم بناءه على يد نبي الله ابراهيم و نبي الله اسماعيل يقول العلي الاعلى في كتابة الكريم بسم الله الرحمن الرحيم «وَإِذْ يَرْفَعُ إِبْرَاهِيمُ الْقَوَاعِدَ مِنَ الْبَيْتِ وَإِسْمَاعِيلُ رَبَّنَا تَقَبَّلْ مِنَّا إِنَّكَ أَنْتَ السَّمِيعُ الْعَلِيم» [البقرة : 127] |
| المسجد النبوي           |      | المدينة المنورة  | 622   | ثاني أقدس موقع في الإسلام والمسجد الثالث الذي بني في تاريخ الإسلام. |
| مسجد أبو بكر الصديق     |      | المدينة المنورة  |       | مسجد أثري يقع في الجهة الغربية الجنوبية للمسجد النبوي الشريف في المدينة المنورة. |
| مسجد عائشة              |      | مكة              |       | |
| مسجد أجياد              |      | مكة              |       | |
| مسجد العويضة            |      | الرياض           |       | |
| مسجد الحمرا             |      | المدينة المنورة  |       | |
| مسجد الجمعة             |      | المدينة المنورة  | 622   | يسمى أيضًا مسجد الوادي، ومسجد عاتكة ومسجد القبيب، يقع المسجد في جنوب غربي المدينة المنورة. |
| مسجد الإجابة            |      | مكة              | 720   | بُني قبل السنة الثالثة من الهجرة. |
| مسجد الفقير             |      | المدينة المنورة  |       | يسمى أيضًا مسجد ميثب. |
| مسجد الإجابة            |      | المدينة المنورة  | 622   | يسمى أيضًا مسجد بني معاوية أو مسجد المباهلة، بني في عهد الرسول ﷺ. |
| مسجد الملك فهد          |      | جدة              |       | |
| مسجد الرحمة             |      | جدة              | 1985  | يقع في مدينة جدة على ساحل البحر الأحمر، وهو أول مسجد في العالم يبنى على سطح البحر. |
| مسجد الراية             |      | المدينة المنورة  |       | أحد مساجد المدينة المنورة التاريخية، ويقع شمال المسجد النبوي |
| مسجد العنبرية           |      | المدينة المنورة  | 1908  | هو مسجد أنشأه السلطان العثماني عبد الحميد الثاني ليكون ضمن محطة المدينة المنورة على خط حديد الحجاز |
| مسجد السبق              |      | المدينة المنورة  |       | أحد مساجد المدينة المنورة التاريخية، ويقع شمال غرب المسجد النبوي الشريف. |
| مسجد السجدة             |      | المدينة المنورة  |       | يُسمى أيضًا مسجد الشكر أو مسجد أبي ذر، يقع شمال المسجد النبوي. |
| مسجد جواثى              |      | الهفوف           | 629   | أقيم في هذا المسجد ثاني جمعه في الاسلام |
| مسجد الشيخ محمد الحليمي |      | الاحساء - القرين | 632   | |
| مسجد بني بياضة          |      | المدينة المنورة  |       | |
| مسجد بني حارثة          |      | المدينة المنورة  |       | يُسمى أيضًا مسجد المستراح، وسمي بالمستراح لأن نبي الإسلام محمد أخذ قسطا من الراحة أثناء رجوعه من غزوة أحد. |
| مسجد البيعة             |      | مكة              | 761   | هو مسجد بناه أبو جعفر المنصور سنة 144هـ في المكان الذي اجتمع فيه النبي محمد مع الأنصار حيث بايعوه بيعة العقبة. |
| مسجد بن لادن            |      | جدة              |       | |
| مسجد الفقيه             |      | مكة              |       | |
| مسجد الفسح              |      | المدينة المنورة  |       | يسمى أيضًا مسجد الفسيح أو مسجد أحد |
| مسجد حسن عنانى          |      | جدة              |       | |
| مسجد الملك سعود         |      | جدة              | 1987  | |
| مسجد المنارتين          |      | المدينة المنورة  |       | |
| مسجد القبلتين           |      | مكة              | 623   | له أهمية تاريخية عند المسلمين لأنه المكان الذي تسلم فيه النبي محمد صلى الله عليه وسلم أمر تغيير اتجاه القبلة من القدس إلى مكة. |
| مسجد التنعيم            |      | مكة              |       | يُطلق عليه أيضًا مسجد السيدة عائشة |
| ذا الحليفة              |      | المدينة المنورة  |       | يُطلق عليه أيضًا مسجد الشجرة |
| مسجد الفضيخ             |      | المدينة المنورة  |       | مسجد الفضيخ: بفتح الفاء وكسر المعجمة بعدها مثناة تحتية وخاء معجمة أو مسجد الشمس |
| مسجد الغمامة            |      | المدينة المنورة  |       | هو المسجد الذي صلى به النبي ﷺ صلاة العيد في المدينة المنورة. |
| مسجد السقيا             |      | المدينة المنورة  |       | بُني هذا المسجد في مكان قبّة الرسولﷺ عند خروجه لغزوة بدر، واستعراض جيشه |
| مسجد عتبان بن مالك      |      | المدينة المنورة  |       | |
| مسجد بني حرام           |      | المدينة المنورة  |       | أحد مساجد المدينة المنورة التاريخية والذي صلى في موضعه الرسول ﷺ أثناء حفر الخندق. |
| مسجد قباء               |      | المدينة المنورة  | 622   | أول مسجد بني في الإسلام، وأول مسجد بني في المدينة النبوية. |
| المساجد السبعة          |      | المدينة المنورة  |       | هي مجموعة مساجد صغيرة عددها الحقيقي ستة وليس سبعة ولكنها اشتهرت بهذا الاسم، نظرًا لإضافة البعض لمسجد القبلتين ضمن هذه المساجد. |